# جورج ميرا
جورج ميرا (بالإنجليزية: George Mira)‏ هو لاعب كرة قدم أمريكية ولاعب كرة قدم كندية أمريكي، ولد في 11 يناير 1942 في كي ويست في الولايات المتحدة.

## وصلات خارجية
- جورج ميرا على موقع مرجع كرة القدم المحترفة.كوم (الإنجليزية)
- جورج ميرا على موقع قاعة فلوريدا للمشاهير الرياضية (الإنجليزية)